# دوایت گیل
دوایت گیل (انگلیسی: Dwight Gayle؛ زادهٔ ۱۷ اکتبر ۱۹۸۹) یک بازیکن فوتبال اهل بریتانیا است.